# Джозеф Мергі
Джозеф Мергі (англ. Joseph Merhi; 23 жовтня 1953) — стрійський режисер, продюсер та сценарист незалежних фільмів.

## Біографія
Джозеф Мергі народився 23 жовтня 1953 року в Сирії. Перед початком роботи в кінематографі у 1986 році, він був власником кількох піцерій в районі Лас-Вегаса. Є режисером більш 30 фільмів і продбсером понад 100. Один із власників кінокомпанії PM Entertainment Group разом з Річардом Пепіном і Джорджем Шамі.

## Фільмографія
- 1993 — Бути найкращим / To Be the Best
- 1995 — Голографічна людина / Hologram Man
- 1995 — Сталева межа / Steel Frontier
- 1996 — Ліквідатор / The Sweeper
- 1997 — Підземелля / The Underground
- 1997 — Ціль номер один / Executive Target
- 1998 — Посланник / The Sender
- 1998 — Таємне життя / Extramarital
- 1999 — Завтра не прийде ніколи / No Tomorrow
- 2000 — Епіцентр / Epicenter
- 2000 — Бродяга / The Stray